# إكس جي بوست
اكس جي بوست (باللغة الإنكليزية: XGBoost ; مختصر لـ eXtreme Gradient Boosting) هي مكتبة برمجيةمفتوحة المصدر، التي توفر اطار عمل لتقنيات تقنين التدرج المعزز في اللغات البرمجية سي++، جافا، بايثون،  ار،  جوليا،  بيرل،  و سكالا. تعمل المكتبة على انظمة تشغيل لينكس ومايكروسوفت ويندوز  و ماك او اس. اعتمادا على وصف المشروع، فانه يهدف إلى توفير مكتبة تدعم «التدرج المعزز القابل للتطوير واعادة الاستعمال والتوزيع». يتم تشغيله على جهاز واحد، بالإضافة إلى أطر المعالجة الموزعة من اباتشي هدوب و اباتشي سبارك و اباتشي فلينك و داسك. 
لقد اكتسبت المكتبة الكثير من الشعبية والاهتمام مؤخرًا باعتبارها الخوارزمية المفضلة للعديد من الفرق الفائزة في مسابقات التعلم الآلي.

## التاريخ
بدأت اكس جي بوست في البداية كمشروع بحثي بواسطة تيانكي جين كجزء من مجموعة مجتمع التعلم الآلي العميق. في البداية، بدأ كتطبيق طرفي يمكن تهيئته باستخدام ملف تكوين libsvm. أصبح معروفًا جيدًا في دوائر مسابقة تعلم الالة بعد استخدامه في الحل الفائز لتحدي هيكز لتعلم الالة. بعد فترة وجيزة، تم إنشاء حزم بايثون و ار، ولدى اكس جي بوست الآن تطبيقات لحزم جافا و سكالا و جوليا و ليرل ولغات أخرى. جلب هذا التحدي اهتمام المزيد من المطورين إلى المكتبة، وساهم في شعبيتها بين مجتمع كاغل، حيث تم استخدامها لعدد كبير من المسابقات. 
سرعان ما تم دمجها مع عدد من الحزم الأخرى مما يسهل استخدامها في مجتمعات البرمجة. تم دمجها الآن مع مكتبة ساي كيت ليرن لمستخدمي بايثون ومع حزمة الإقحام لمستخدمي ار. يمكن أيضًا دمجها في أطر عمل مسار البيانات مثل اباتشي سبارك و اباتشي هيدوب و اباتشي فلينك. يتوفر اكس جي بوست أيضًا على اوبن سي ال لمصفوفة البوابات المنطقية القابلة للبرمجة. تم نشر تنفيذ فعال وقابل للتطوير لاكس جي بوست بواسطة تيانكي جين و كالوس جوسترين.

## السمات
تشمل الميزات البارزة لاكس جي بوست والتي تجعله مختلفًا عن خوارزميات تعزيز التدرج الأخرى:   
- طرق قطع ذكية للأشجار
- تقلص نسبي للعقد الورقية
- تعزيز نيوتن
- معلمة عشوائية إضافية
- التنفيذ على أنظمة فردية وموزعة وحساب خارجي للذاكرة
- الاختيار التلقائي للخصائص

## الخوارزمية
يعمل اكس جي بوست بالاعتماد على طريقة نيوتن في مساحة الوظيفة على عكس تعزيز التدرج الذي يعمل كنزول متدرج في مساحة الوظيفة، يتم استخدام تقريب تايلور من الدرجة الثانية في وظيفة الخسارة لإجراء الاتصال بطريقة نيوتن رافسون.

## الجوائز
- جائزة جون تشامبرز (2016) [23]
- جائزة فيزياء الطاقة العالية تلتقي بالتعلم الآلي (2016) [24]